# Архимович Борис Олександрович
Архимович Борис Олександрович (16 березня 1939, м. Київ — 14 лютого 2008, там само) — український піаніст, викладач.
Закінчив 1958 Київську середню спеціальну музичну школу-інтернат імені М. В. Лисенка, 1963 — Московську консерваторію, 1967 — аспірантуру при ній (клас Я. Флієра).
Працював викладачем Київської середньої спеціальної музичної школи-інтернату імені М. В. Лисенка (1964—1974 і 1989—2008) та водночас (1965—1974 і 1989—2008) Київської консерваторії. У 1974—1988 був позбавлений можливості працювати за фахом з політичних мотивів. Співзасновник і творчий керівник приватної дитячої школи мистецтв «Ювента» (Херсон, 1994), віце-президент об'єднання «Мистецтво та освіта 21 ст.».